# 선페이란
선페이란(중국어: 沈沛然, 병음: Shen Peiran, 2002년 1월 24일 ~ )은 중화인민공화국의 바둑 기사이다. 헤이룽장성 하얼빈시 출신으로 중국기원 소속의 6단이다.

## 경력
중국 헤이룽장성 하얼빈시에서 태어났다. 2014년 프로바둑에 입단했고, 2016년 2단을 거쳐 2017년에 3단으로 승단했다. 2018년 7월 4단으로 승단한 이후 같은해 10월에 5단이 되었다. 12월 14일, 선페이란은 갑조리그 최종 라운드에서 화타이증권 장쑤팀 대표 퉁멍청과 대결했다. 대국 시각을 착각한 선페이란은 대국 장소에 제 시간에 도착하지 못했고 규칙에 따라 기권패를 당했다. 당이페이 이후 갑조리그에서 기권패를 당한 두 번째 선수가 되었다. 2019년 6단으로 승단했다.